# ابوریحان بیرونی
ابوریحان محمد بن احمد بیرونی (۳ ذیحجه ۳۶۲ – بعد از سال ۴۴۲ ه‍.ق)، دانشمند و همه‌چیزدان، ریاضی‌دان، ستاره‌شناس، تقویم‌شناس، انسان‌شناس، هندسه‌شناس، تاریخ‌نگار، گاه‌نگار و طبیعی‌دان ایرانی در سدهٔ چهارم و پنجم هجری است. بیرونی را از بزرگ‌ترین دانشمندان مسلمان و یکی از بزرگ‌ترین دانشمندانِ ایرانی در همهٔ اعصار می‌دانند. همچنین، او را پدرِ انسان‌شناسی و هندسه‌شناسی می‌دانند. او به زبان‌های خوارزمی، فارسی، عربی، و سانسکریت مسلط بود و با زبان‌های یونانی باستان، عبری توراتی و سُریانی آشنایی داشت. بیرونی یک «نویسندهٔ بی‌طرف» در نگارشِ باورهای مردمِ کشورهای گونه‌گون بود و به‌پاسِ پژوهش‌های قابلِ توجهش، با عنوانِ اُستاد شناخته شده است.
علاوه بر اصلاحات و بهبودهایی که او در ریاضیات محاسباتی و تجربی و همچنین روش‌های تجربی ارائه داد، مشارکت‌های چشمگیر بیرونی شامل محاسبات علمی خاص و فنی گسترده است. او با استفاده از روش‌های پذیرفته شده برای محاسبه ارتفاع یک کوه، راهی برای محاسبه شعاع زمین ارائه کرد. میزانی که او به دست آورد، تنها ۱۷٫۲ کیلومتر کمتر از تخمین فعلی ناسا از شعاع قطبی زمین است.

## نام و تبار
ابوریحان محمد بن احمد، در خانواده‌ای ایرانی، در حومه (بیرون) شهر کاث، مرکز امارت خوارزم، متولد شد و بدین سبب، او را «بیرونی» لقب داده‌اند. برخی عربی‌نویسان نظیر یاقوت حموی از او با نام خوارزمی هم یاد کرده‌اند اما جهت جلوگیری از اشتباه گرفته‌شدن او با دیگر دانشمند ایرانی اهل خوارزم، محمد بن موسی خوارزمی، از این نام کمتر استفاده می‌شود.

## سرگذشت
ابوریحان بیرونی ۳ ذیحجه ۳۶۲ قمری، برابر ۴ سپتامبر ۹۷۳ میلادی در حومه کاث، پایتخت امارت آل آفریغ در خوارزم متولد شد. تاریخ تولد ذکر شده را غضنفر تبریزی که علاقه زیادی به بیرونی داشت، گزارش کرده است. بیرونی در سال ۴۲۷ ه‍.ق سن خود را ۶۵ سال قمری نوشته است که بدین ترتیب باید به سال ۳۶۲ ه‍.ق متولد شده باشد. او ۲۵ سال اول زندگی خود را در همان شهر سپری کرد و به یادگیری علوم العربیه (فقه و الهیات اسلامی، زبان عربی و غیره) و علوم العجمیه (به خصوص علوم یونانی، ریاضیات، نجوم، طب و غیره) مشغول بود. در این مدت از تعالیم دانشمندانی چون بونصر منصور بن علی بن عراقی جیلانی بهره‌مند شد و نیز برخی از آثار اولیه‌اش را تألیف کرد. او در این دوره از زندگی‌اش با ابن سینای نوجوان که تنها ۷ سال از او کوچک‌تر بود مکاتبه و تبادل نظر داشت که برخی نامه‌هایشان در ربط با فلسفه طبیعی ارسطو و فلسفه مشاء باقی مانده است. محتمل است که بیرونی از سلسله امرای خوارزم، آل آفریغ که در سال ۳۸۵ ه‍.ق/ ۹۹۵ م توسط سلسله رقیب در گرگانج (آل مأمون) از قدرت خلع شدند، طرفداری می‌کرده و شاید با آنان نسبت خانوادگی داشته است. هر چند خود در شعری به اغراق می‌گوید که حتی نمی‌داند پدرش کیست، چه برسد به اجدادش. دائرةالمعارف بزرگ اسلامی از این بیت برداشت می‌کند که او از خانواده‌ای اشرافی نبوده است.
به هر روی با سقوط آل آفریغ در اثر حمله امیر مأمون بن محمد از گرگانج، واقعه‌ای که بیرونی آن را «نزاع بین دو بزرگ خوارزم» یاد کرده است، زادگاهش را با عجله بسیار و به گونه‌ای که حتی نتوانست پژوهش‌هایش را با خود ببرد، به مقصد بخارا، پایتخت امارت آل سامان، ترک کرد تا با امیر منصور ثانی بن نوح ثانی سامانی (حکومت در ۳۸۷–۳۸۹ ه‍.ق/ ۹۹۷–۹۹۹ م) دیدار کند و به خدمت دربار او در آید. او این امیر را به عنوان یکی از اولین حامیان خود ستوده است. مقصد بعدی‌اش گرگان و دربار امیر قابوس بن وشمگیر از آل زیار بود. ظاهراً در ۳۸۸ ه‍.ق/ ۹۹۸ م بخارا را ترک کرد و مدت زیادی در گرگان ماند. اولین اثر مهم ابوریحان بیرونی به نام آثار الباقیه عن القرون الخالیه در زمان اقامت او در گرگان و به تاریخ ۳۹۰ ه‍.ق/ ۱۰۰۰ م تألیف و به قابوس تقدیم شد؛ البته بعداً اصلاحاتی بر کتاب اعمال کرد. سفر بیرونی به ری نیز در همین خلال اتفاق افتاده است. ابوریحان در زمان رسیدن به ری فقیر و پریشان شده بود اما امرای آل بویه حمایت قابل توجهی از او نکردند، البته اوضاعش قدری سامان گرفت. بیرونی در آثار الباقیه بعد از ذکر شعری اندر مصائب فقر، شرح می‌دهد که یکی از منجمان ری ابتدا نظر او در ربط با یک مسئله فنی در نجوم را به سخره گرفت اما پس از بهبود اوضاع او، با وی از در دوستی وارد شد. نیز در همین شهر با دو ریاضی‌دان و منجم ایرانی، به نام‌های کوشیار بن لبان گیلانی و ابومحمود حامد بن خضر خجندی، دیدار کرد. بیرونی رساله حکایه آله المسماه بسدس فخری را در شرح سدس فخری، دستگاهی ساختهٔ خجندی جهت رصد دقیق ستارگان، نوشته است. سپس راهی دربار اسپهبد ابوالعباس مرزبان بن رستم بن شروین از آل باوند شد و آنجا بود که اثر مهم مقالید علم الهیئه ما یحدث فی سطح بسیط الکره را تألیف کرد. مدتی بعد به گرگان نزد امیر قابوس بن وشمگیر بازگشت.
در زمان اقامت در گرگان، بیرونی کوشید مانند اصحاب ممتحن قطر زمین را اندازه بگیرد و اختلاف نظر موجود در ربط با حاصل کار آنان (۵۶ میل بنا به یک روایت، دو سوم میل بیش از مقدار قبلی مطابق گفته فرغانی) را از میان بردارد. ظاهراً این مسئله برای بیرونی از اهمیتی بسیار داشت، اما قابوس، حامی او، در میانه راه علاقه خود به این موضوع را از دست داد و در نتیجه بیرونی نتوانست کار را به سرانجام برساند. این یک ناامیدی بزرگ برای ابوریحان بود و او تلاش کرد از حمایت امیر دیگری برخوردار شود. نیز امیدش به بازگشت آل آفریغ به قدرت در خوارزم را از دست داده بود و دربار آل مأمون در گرگانج هم به پرورش علم و هنر مشهور شده بود. بازگشت به زادگاهش و هم‌نشینی با دانشمندان بزرگ عصر چون ابوسهل مسیحی، ابوالخیر خمار، ابن سینا، ابوعلی حبوبی و غیره برایش جاذبه‌ای داشت که نمی‌توانست نادیده بگیرد. در نتیجه، تصمیم گرفت که با امرای آل مأمون صلح کند.
بیرونی دو خسوف ۱۴ ربیع‌الثانی و ۱۳ شوال ۳۹۳ را در گرگان و خسوف ۱۴ رمضان ۳۹۴ را در گرگانج رصد کرد؛ در نتیجه عزیمت او به دربار خوارزم در این بازه زمانی اتفاق افتاده است. با توجه به اشاره ابوریحان در تسطیح الصور و تبطیح الکور — کتابی که بیرونی آن را به «ملک العادل ولی النعم خوارزمشاه» تقدیم کرده است — به برگزاری جشن سده، ریچر-برنبورگ تاریخ دقیق ورود او به خوارزم را ۲۰ ژانویهٔ ۱۰۰۴ یا ۱۹ ژانویهٔ ۱۰۰۵ م می‌داند. بعد از درگذشت علی بن مأمون و به قدرت رسیدن برادرش ابوالعباس مأمون بن مأمون (حکومت در ۳۹۹–۴۰۷ ه‍.ق/ ۱۰۰۹–۱۰۱۷ م) بر ارج و قرب بیرونی در دربار خوارزم افزوده شد. ابوریحان، مطابق گفته ابوالفضل بیهقی، با «زبان زرین و سیمین خود» هفت سال به عنوان ندیم و مشاور به آن امیر خدمت کرد و حتی به ماموریت‌های سیاسی فرستاده می‌شد. مانند زمانی‌که خلیفه القادر بالله به واسطهٔ سالار حاجیان خوارزم، برای مأمون بن مأمون هدایا و لقبی فرستاد و امیر که تصور می‌کرد ارتباط مستقیمش با خلیفه سبب خشمگین‌شدن سلطان محمود غزنوی خواهد شد، به بیرونی مأموریت داد که پنهانی این هدایا را در بیابان غرب گرگانج بستاند و با هیچ‌کس سخنی در ربط با این موضوع نگوید. چنان به نظر می‌رسد که بیرونی علاقه‌ای به این نوع فعالیت‌های سیاسی نداشته است و مقصود او از کارهایی که «مایهٔ رشک نادانان و دل‌سوزی خردمندان» است، احتمالاً مواردی از این دست بوده است زیرا او را از «خدمت به علم» بازمی‌داشت.
بیرونی ۴۰۶ و ۴۰۷ ه‍.ق را به کار رصد مشغول بود و برخی از این ارصاد را در کاخ مأمون بن مأمون انجام داد. او با حمایت مالی امیر دستگاهی رصدی به نام حلقهٔ شاهیه ساخت و برای آخرین مرتبه در جمعه ۴ رجب ۴۰۷ در گرگانج آسمان را رصد کرد. در همان سال مأمون توسط سربازانش کشته شد و سلطان محمود غزنوی سال بعد گرگانج را تصرف کرد. نظامی عروضی سمرقندی در چهارمقاله حکایتی نقل می‌کند که جلال دربار مأمون حسادت سلطان محمود غزنوی را برانگیخت و او نیز به امیر هشدار داد که عالمان بزرگ دربارش را به سوی غزنی روانه کند. مطابق همین حکایت، دانشمندانی چون ابن سینا و ابوسهل عیسی بن یحیی المسیحی الجرجانی برای روبرو نشدن با سلطان به گرگان هجرت کردند، اما بیرونی راه غزنی در پیش گرفت. بر اساس دانشنامه اسلام، بیرونی و چندی دیگر از علمای دربار ابوالعباس مانند بونصر منصور، بعد از فتح خوارزم توسط سلطان محمود غزنوی در واقع به عنوان اسیر به غزنی برده شدند. ابوریحان ۳ دهه آینده از عمرش را در دربار سلطان محمود، سلطان مسعود، مودود و احتمالاً عبدالرشید سپری کرد و همان‌جا درگذشت. اطلاعات موجود از اتفاقات زندگی بیرونی در غزنی خیلی کم است، به گونه‌ای که تاریخ درگذشت او نیز مشخص نیست.
این زمان وضعیت مالی بیرونی به شدت بد بود، دوره‌ای که مصادف است با نگارش اثر تحدید نهایات الاماکن توسط ابوریحان. بعد از مدتی زندگی در قلمروی محمود، رابطه‌اش با او و نیز وضعیت زندگی‌اش بهتر شد اما آن دو هرگز ارتباط نزدیکی برقرار نکردند. بیرونی در مقدمه تحدید نهایات الاماکن که در اوایل ۴۰۹ ه‍.ق/ ۱۰۱۸ م نوشته شده است، مفصلاً از نامرادی‌های زندگی گله کرده است. در جمادی‌الثانی ۴۰۹ ه‍. ق، زمانی که در کابل بود، وضعیتش به گونه‌ای پیش می‌رفت که آن را با نوح و لوط مقایسه کرده است و امید داشت بتواند با پشت سر گذاشتن این «آزمون الهی» رستگار شود. نیز در پایان مقدمه تحدید نهایات الاماکن، به صورت تلویحی، به اسارت خود در دربار غزنوی اشاره کرده است و حضور اجباری خود در آنجا را به کنایه «تقدیر بشری» خوانده است. بیرونی خورشیدگرفتگی ذیقعده ۴۰۹ ه‍.ق را در لمغان (بین قندهار و کابل) رصد کرد. نیز از جمادی‌الاول ۴۱۰ تا ۴۱۲ ه‍.ق مشغول یک سلسله رصدهای مختلف در غزنی بود. آخرین این ارصاد، رصد انقلاب تابستانی ۴۱۲ ه‍.ق بود. بعد از این بود که به همراه سلطان محمود غزنوی در لشکرکشی سلطان مذکور به هند راهی شبه‌قاره شد. این سفر یکی از چند سفر متناوب او به هند به همراه محمود بود. در این عهد هنوز زندگی بیرونی به سختی می‌گذشت زیرا از رنج‌های بی‌شمار خود بعد از پنجاه سالگی (بعد از ۴۱۲ ه‍.ق) یاد کرده است.
مشهود است که این سفرها سبب علاقه‌اش به فرهنگ هند شده است زیرا او در آثار الباقیه اشارات خیلی کمی به هندیان کرده است. بیرونی آنجا به عالمان هندی علوم یونانی آموخت و در عوض تعلیم سانسکریت و علوم هندی دید. یادگیری سانسکریت به او امکان می‌داد که شخصاً به صورت مستقیم آثار هندوان را مطالعه کند. در ۴۱۵ ه‍.ق بیرونی مجدداً در غزنی بود و با سفیران خان ترکان ولگا (در شمال روسیه امروزی) دیدار کرد. اینان به سلطان محمود گفتند که در شمال (نواحی داخل دایرهٔ قطبی) خورشید برای روزهای پی‌درپی غروب نمی‌کند. سلطان محمود این حرف را کفرآمیز یافت و آشفته شد اما بیرونی به او توضیح داد که سفیر درست می‌گوید. سفر بعدی بیرونی به هند در رجب ۴۱۶ ه‍.ق به پایان رسید. او هفت روز قبل از تمام‌شدن این ماه، بعد از حداقل ۷ سال تحقیق کتاب تحدید نهایات الاماکن را تکمیل کرد. در این کتاب، بیرونی از اقامت خود در قلعهٔ نندنه هند یاد کرده است. همان‌جا بود که او شیوه ابتکاری خود برای اندازه‌گیری قطر زمین با استفاده از اسطرلاب را اولین بار به صورت عملی آزمود. احتمالاً مقالهٔ فی استخراج قدر الارض برصد انحطاط الافق عن قلل الجبال را نیز در همین زمان نوشته است. او کار نوشتن رسالهٔ استخراج الاوتار را نیز در ۴۱۸ ه‍.ق به پایان برد. همزمان با هیئت‌هایی از چین و ترکان اویغور در دربار محمود دیدار کرد. با خواهش ریحانه بنت حسین خوارزمی کتاب التفهیم لاوائل صناعة التنجیم را در ۴۲۰ ه‍.ق به فارسی و عربی نوشت. مدت کوتاهی بعد سلطان محمود غزنوی درگذشت و پسرانش درگیر نزاع جانشینی شدند.
در همان خلال که سلطان مسعود بر برادر غلبه می‌کرد، بیرونی کتاب فوق‌العاده مهم تحقیق ما للهند من مقوله مقبوله فی العقل او مرذوله که بر اساس مشاهداتش از مسافرت‌های هند نوشته شده است را در ۴۲۱ ه‍.ق/ ۱۰۳۰ م تکمیل کرد. در عهد سلطنت مسعود، شرایط بیرونی بسیار بهتر شد و سلطان جدید حمایت بیشتری از او نشان داد. نتیجتاً بیرونی دائرةالمعارف نجومی القانون المسعودی را به نام او تألیف کرد. او در ۴۲۷ ه‍.ق رساله‌ای دربارهٔ آثار زکریای رازی نوشت که در پایان آن، فهرست آثار خود را نیز ثبت کرده است. احتمالاً سفر کوتاهی به زادگاه خود، خوارزم، نیز در همین زمان داشته است زیرا اشاره کرده است که بعد از ۴۰ سال جستجو، موفق به یافتن جُنگی از آثار مانویان شده است. او در دورهٔ سلطنت مودود بن مسعود (حکومت در ۴۳۳–۴۴۱ ه‍.ق) نیز از حمایت دربار غزنوی برخوردار بود. بیرونی دستور و الجماهر را به او تقدیم کرده است.
دربارهٔ سال درگذشت بیرونی اختلافاتی وجود دارد. به گفته دانشنامه ایرانیکا او بعد از سال ۴۴۲ ه‍.ق/ ۱۰۵۰ م درگذشته است، اما غضنفر تبریزی به نقل از ابوالفضل سرخسی (یکی از مریدان بیرونی) زمان آن را ۳ رجب ۴۴۰ ه‍.ق/ ۱۲ دسامبر ۱۰۴۸ م روایت کرده است. همو با استناد به منبعی دیگر سن بیرونی در زمان مرگ را ۷۷ سال و ۷ ماه دانسته است اما بیرونی در مقدمه الصیدنه فی الطب نوشته است حال که عمرش از ۸۰ سال گذشته، دچار ضعف بینایی و شنوایی شده و دستیاری به نام نهشعی در تألیف کتاب او را یاری رسانده است. در نتیجه او باید تا عهد سلطنت عبدالرشید زندگی کرده باشد و همان تاریخ بعد از سال ۴۴۲ ه‍.ق/ ۱۰۵۰ م صحیح می‌نماید. بعد از این زمان دیگر هیچ اطلاعی از بیرونی در تاریخ وجود ندارد و احتمالاً مدت زیادی نزیسته است.

## فلسفه
بیرونی دقّت و اصابت نظر خویش را مدیون مطالعات فلسفی بود، امّا او در فلسفه پیرو روش متعارف عهد خویش یعنی آن روش که به وسیلهٔ فارابی و نظایر آنان تحکیم و تدوین شده، نبود. وی همچنین از آثار فلسفی هندوان کتاب‌هایی همچون «شامل» را به عربی ترجمه نمود.

## ستاره‌شناسی و ریاضیات

نموداری از روشِ پیشنهادی از سوی ابوریحان برای برآوردِ شعاع و محیط زمین

نوشته‌هایی از بیرونی در دست است که به وضوح در آن‌ها از گردشِ زمین به دورِ خودش نام برده می‌شود. در کتابِ «استیعاب الوجوه الممکنة فی صنعة الاسطرلاب» ابوریحان می‌گوید: «از ابو سعید سجزی، اُسطرلابی از نوع واحد و بسط دیدم که از شمالی و جنوبی مرکّب نبود و آن را اسطرلاب زورقی می‌نامید و او را به جهت اختراع آن اسطرلاب تحسین کردم چه اختراع آن متکی بر اصلی است قائم به ذات خود و مبنی بر عقیدهٔ مردمی است که زمین را متحرّک دانسته و حرکت یومی را به زمین نسبت می‌دهند و نه به کرهٔ سماوی. بدون شک این شبهه‌ای است که تحلیلش در نهایتِ دشواری؛ و قولی است که رقع و ابطالش در کمال صعوبت است. مهندسان و علمای هیئت که اعتماد و استناد ایشان بر خطوط مساحیه (مدارات و نصف النهارات و استوای فلکی و دائرةالبروج) است؛ در نقضِ این شبهه و رد آن عقیدت بسی ناچیز و تهی دست باشند و هرگز دفع آن شبهه را اقامت برهان و تقریر دلیلی نتوانند نمود؛ زیرا چه حرکت یومی را از زمین بدانند و چه آن را به کرهٔ سماوی نسبت دهند در هر دو حالت به صناعت آنان زیانی نمی‌رسد و اگر نقض این اعتقاد و تحلیل این شبهه امکان‌پذیر باشد موکول به رای فلاسفهٔ طبیعی دان است.»
در ایران، زادروز ابوریحان بیرونی را به‌عنوان روز مهندس نقشه‌بردار گرامی می‌دارند.

### محاسبهٔ شعاع زمین
ابوریحان بیرونی در کتاب «الاسطرلاب» روشی برای محاسبهٔ شعاع زمین ارائه می‌کند (بوسیلهٔ افتِ افق وقتی از ارتفاعات به افق نگاه می‌کنیم). بعدها در کتابِ «قانون مسعودی» ابوریحان عملی کردن این روش توسط خود را گزارش می‌دهد. اندازه‌گیری او یک درجهٔ سطح زمین را ۵۸ میل به‌دست آورده است که با توجه به اینکه هر میل عربی ۱۹۷۳٫۳ متر است، شعاع زمین ۶۵۶۰ کیلومتر (بر حسب واحدهای امروزی) به دست می‌آید که تا حدِ خوبی به مقدار صحیح آن نزدیک است.
خورشیدگرفتگی هشتم آوریل سال ۱۰۱۹ را در کوه‌های لغمان در افغانستان کنونی را رصد و بررسی کرد و ماه‌گرفتگی سپتامبر همین سال را در غزنی پژوهید.

## دانش فیزیک
وی اپیکتوگرام یعنی چگال سنج (ابزاری برای سنجش وزن مخصوص در فیزیک) را اختراع نمود که با آن وزن مخصوص چیزها تعیین می‌شود.

## زیست‌شناسی و فرگشت
بیرونی در فصل ۴۷ کتاب تحقیق ماللهند تلاش می‌کند که از دید یک طبیعی‌دان به توضیح این که چرا نزاع‌های مهاباراتا «باید رخ می‌داد» بپردازد. او در آن کتاب به توضیح روندهای طبیعی و از جمله نظرات زیست‌شناختی مربوط به تکامل (فرگشت) می‌پردازد. برخی از اندیشمندان نظرات بیرونی را با داروینیسم و انتخاب طبیعی قابل قیاس می‌دانند. تکامل یکی از این نظرات مشابه با نظریه بنیادین مالتوس دربارهٔ عدم تناسب میان نسبت تولید مثل و نیازهای ابتدایی حیات است. بیرونی می‌گوید:
- «حیات جهان بستگی به دانه افشانی و زاد و ولد دارد. با گذشت زمان هر دوی این فرایندها افزایش می‌یابند. این افزایش نامحدود است حال آنکه جهان محدود است».[نیازمند منبع]

او سپس به این اصل موجودات زنده اشاره می‌کند.
- «هنگامی که گروهی از گیاهان یا جانوران دیگر تغییری در ساختمانشان رخ ندهد و گونه ویژه نامیرایی را به‌وجود آورند، اگر یکایک اعضای این‌گونه‌ها به جای آنکه تنها به دنیا بیایند و از بین بروند، به زاد و ولد بپردازند و چندین بار، چندین موجود همانند خود را به وجود آورند، به زودی تمام دنیا از همان یک گونه گیاهی یا جانوری پر خواهد گشت و آن‌ها هر قلمرویی که بیابند تسخیر خواهند کرد».[نیازمند منبع]

### زادگیری گزینشی و انتخاب طبیعی
بیرونی سپس به تشریح انتخاب مصنوعی می‌پردازد:
«کشاورز زرع خود را برمی‌گزیند و تا جایی که می‌خواهد به کشت و زرع آن می‌پردازد و آنچه را که نمی‌خواهد ریشه‌کن می‌کند. جنگل‌دار شاخه‌هایی که به نظرش برگزیده هستند را نگه می‌دارد و سایر شاخه‌ها را می‌برد. زنبورها افرادی از گروه را که تنها می‌خورند ولی کاری برای کندویشان نمی‌کنند، می‌کُشند».
وی سپس نظر خود را دربارهٔ طبیعت اعلام می‌کند. با کمی توجه می‌توان دل‌مشغولی‌های داروین دربارهٔ انتخاب طبیعی را در این عبارات بازیافت:
«طبیعت به شیوه‌ای مشابه عمل می‌کند، ولی در تمامی شرایط رویکردش در مورد همه یکسان است. او اجازه نابودی برگ و میوه را می‌دهد و بدین طریق جلوی آن‌ها را برای تولید آنچه هدف نهاییشان است می‌گیرد. طبیعت آن‌ها را نابود می‌کند تا جایی برای دیگران باز نماید».

## دیدگاه دربارهٔ خط عربی، زبان فارسی، اسلام و ایرانیان
قریب به اتفاق تالیفات ابوریحان بیرونی تماماً به زبان عربی یعنی زبان علمی و همه کس فهم عالم اسلام و ایران بوده است. تنها اثر فارسی ابوریحان بیرونی کتاب التفهیم است. برخی معتقدند مشخص نیست که متن عربی کتاب التفهیم ترجمه متن فارسی است یا بالعکس.

### دربارهٔ خط عربی
در کتاب الصیدنه می‌نویسد:
یک یونانی به ولایت ما گذر کرد و من پیش او می‌رفتم و نام‌های میوه‌ها، تخم‌ها، گیاه‌ها و دانه‌ها را به زبان یونانی می‌پرسیدم و می‌نوشتم؛ ولی خط عربی آفت بزرگی دارد و آن همانندی واتها به همدیگر و ضرورت تمایز با نقطه و اعراب و علامات است که اگر آن‌ها را ننویسند، معنی مبهم می‌شود. اگر این آفت نبود، کتاب‌های ترجمه شده به عربی از قبیل دیسقوریدس و جالینوس و غیره کافی بود؛ ولی اکنون اعتمادی بر آن‌ها نیست.

### دربارهٔ زبان فارسی
در کتاب «الصیدنه» می‌نویسد:
چنان‌که علمی به زبان خوارزمی که مطلوب من است جاودانه شود، بی‌گانه در آید. پس به زبان‌های عربی و فارسی پرداختم، در هر یک از آن‌ها تازه واردم، به زحمت آن‌ها را آموختم، اما نزد من دشنام دادن به زبان عربی خوش‌تر از ستایش به زبان فارسی است، درستی سخنانم را کسی در می‌یابد که یک کتاب علمی نقل شده به فارسی را بررسی کند، همین که زرق و برقش ناپدید شد معنایش در سایه قرار می‌گیرد، سیمایش تار می‌شود و استفاده از آن از میان می‌رود زیرا این زبان فقط برای داستان‌های خسروانی و قصه‌های شب مناسب است.

### در ارتباط با دین اسلام
در کتاب خود الصیدنه فی الطب می‌نویسد:
دین ما و دولت به لحاظ گذشته خود عربی است. [آنها] توأمان‌اند که بر فراز یکی از آنها نیروی الهی در اهتزاز است و بر فراز دیگری دست آسمانی [گسترده است].
بارها طوایف گوناگون از زیردستان به‌ویژه گیلانیان و دیلمیان گرد هم آمدند تا جامه توحش به دولت بپوشند اما آرزوی آن‌ها برآورده نشد. روزانه پنج بار تا اذان در گوش‌هایشان به صدا در می‌آید، صف اندر صف پشت سر امامان به نماز [می‌ایستند] و قرآن عربی کریم را می‌خوانند. در مسجدها پارسایی را به این زبان [عربی] برایشان موعظه می‌کنند- «[گسترده] بمانند بر دست‌ها و دهن»، ریسمان اسلام پاره نشود و دژ آن ویران نگردد.

## حکومت‌های هم‌دوره
در زمان بیرونی، سامانیان بر شمال‌شرقی ایران شامل خراسان بزرگتر و خوارزم به پایتختی بخارا، زیاریان بر گرگان و مازندران و مناطق اطراف، بوئیان بر سایر مناطق ایران تا بغداد، بازماندگان صفاریان بر سیستان و غزنویان بر جنوب ایران خاوری (مناطق مرکزی و جنوبی افغانستان امروز) حکومت می‌کردند و همه آنان مشوق دانش و ادبیات فارسی بودند و سامانیان بیش از دیگران در این راه اهتمام داشتند. بیرونی که در جرجانیه خوارزم نزد ابونصر منصور تحصیل علم کرده بود، مدتی نیز در گرگان زیر پشتیبانی مادی و معنوی زیاریان که مرداویج سر دودمان آن‌ها بود به پژوهش پرداخته بود و پس از آن تا پایان عمر در ایران خاوری آن زمان به پژوهش‌های علمی خود ادامه داد. با این که محمود غزنوی میانه بسیار خوبی با بیرونی نداشت و وسایل کافی برای پژوهش، در اختیار او نبود ولی این دانشمند لحظه‌ای از تلاش برای تکمیل تحقیقات علمی خود دست نکشید.

## کتاب‌ها و کارها

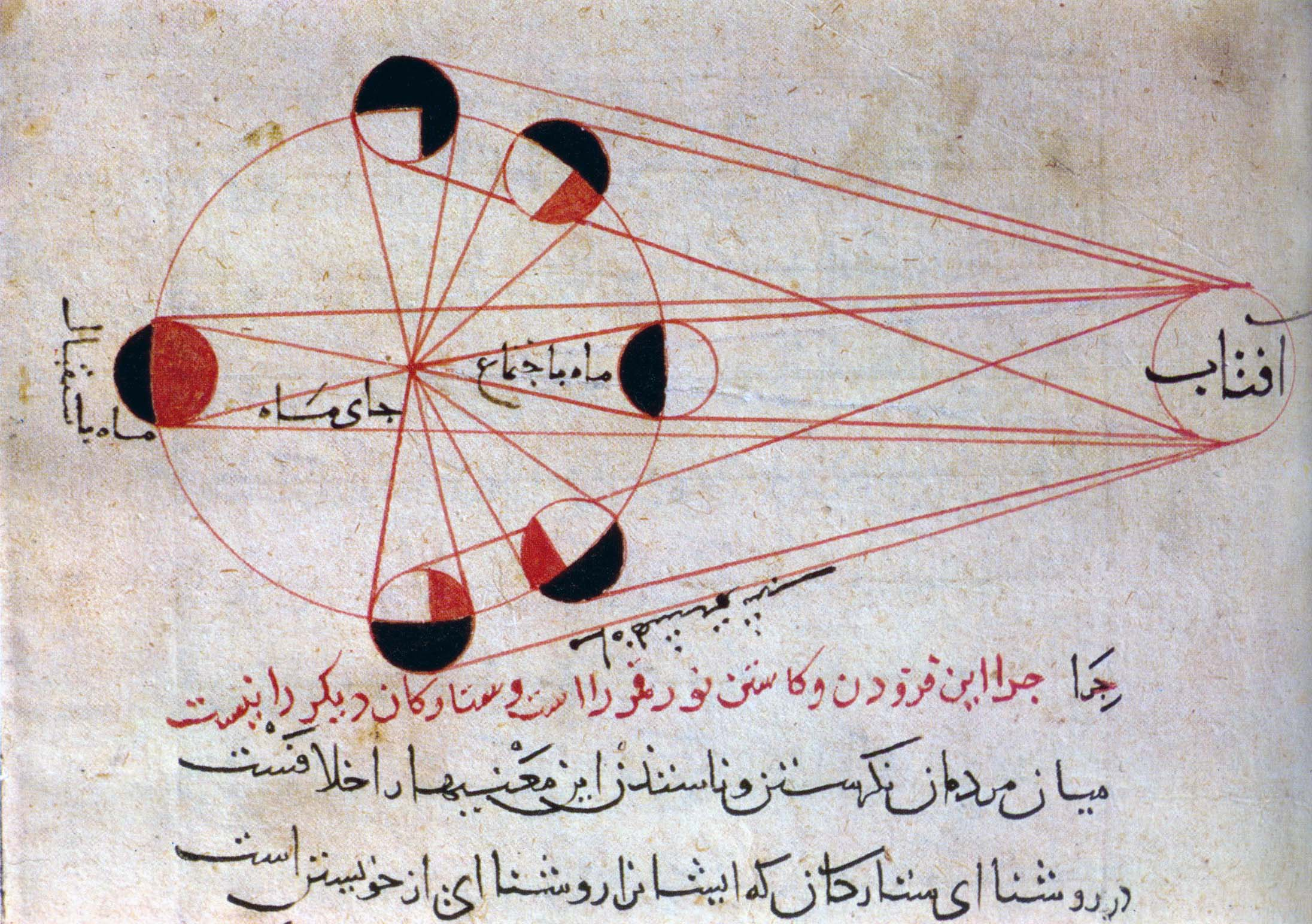
یک طراحی از کتاب التفهیم ابوریحان بیرونی. در این نمایه، شماری از گام‌های ماه به تصویر کشیده شده است.
هنوز مشخص نیست که متن عربی ترجمه متن فارسی است یا بالعکس

بیرونی که بر زبان‌های یونانی، هندی و عربی هم چیره بود، کتب و رسالات بسیار نوشت که شمار آن‌ها را بیش از ۱۴۶ عنوان، گزارش کرده‌اند که جمع سطور آن‌ها بالغ بر ۱۳ هزار است. او خود در سال ۴۲۷ ق، در ۶۵ سالگی، در رساله‌ای در بیان مولفات محمدبن زکریای رازی، تألیفات خود را نیز شرح می‌دهد و تعداد کتاب‌هایش را تا آن موقع ۱۱۳ عنوان می‌شمرد.
مهم‌ترین آثار او التنجیم در ریاضیات و نجوم، آثار الباقیه در تاریخ و جغرافیا، قانون مسعودی که نوعی دانشنامه است و کتاب تحقیق ماللهند دربارهٔ اوضاع این سرزمین از تاریخ و جغرافیا تا عادات و رسوم و طبقات اجتماعی آن. بیرونی کتاب دانشنامه خود را به نام سلطان مسعود غزنوی حاکم وقت کرد، ولی هدیه او را که سه بار شتر سکه نقره بود نپذیرفت و به او نوشت که کتاب را به خاطر خدمت به دانش و گسترش آن نوشته است، نه پول.
بیرونی، هم‌دورهٔ بوعلی سینا بود که در اصفهان می‌نشست و با هم مکاتبه و تبادل نظر فکری داشتند.
بیرونی در جریان لشکرکشی‌های محمود غزنوی به هند (پاکستان امروز بخشی از آن بود) امکان یافت که به این سرزمین برود، زبان هندی فراگیرد و دربارهٔ اوضاع هند پژوهش کند که فراوردهٔ این پژوهش، کتاب هند شناسی اوست.
از دیگر آثار وی می‌توان به کتاب الصیدنه فی الطب اشاره کرد که کتابی است دربارهٔ گیاهان دارویی و با تصحیح دکتر عباس زریاب خویی منتشر شده است.

### آثار

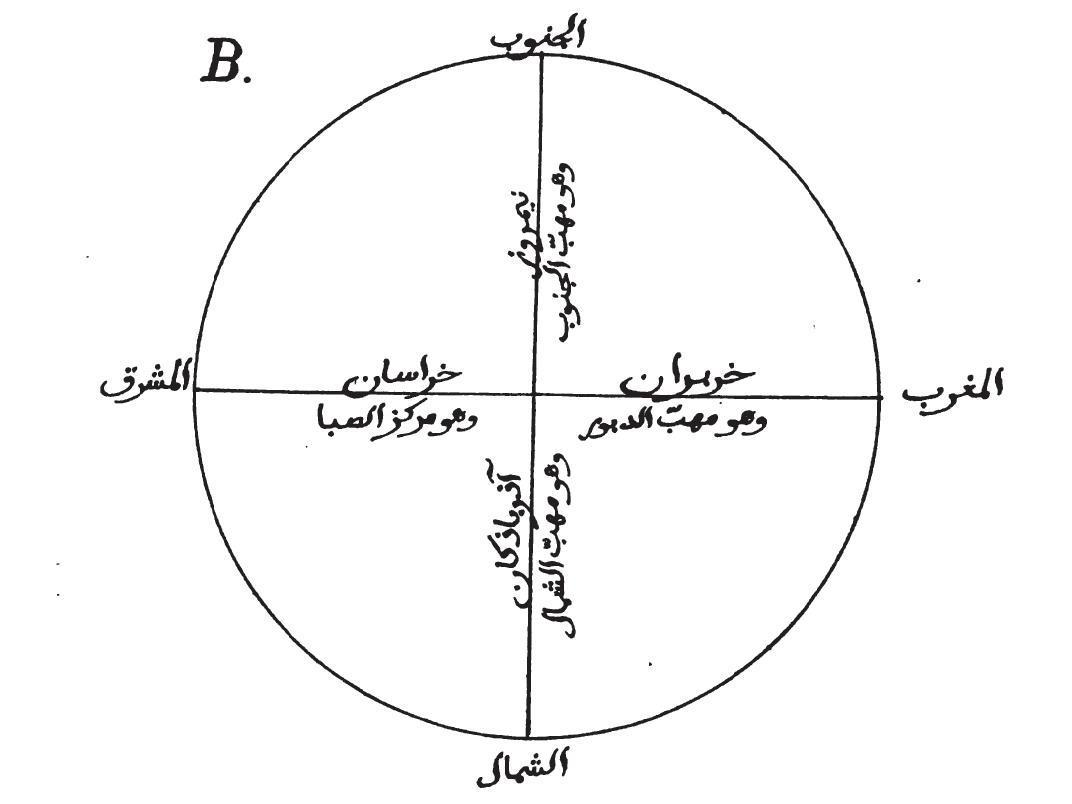
چهارسو و تقسیمات سیاسی ایران، از ابوریحان بیرونی

تحقیق ماللهند: موضوع این کتاب مذهب و عادات و رسوم هندوان و نیز گزارشی از سفر به هند است.
قانون مسعودی کتابی است در نجوم و تقویم شامل یازده بخش. در این کتاب بخش‌هایی مربوط به مثلثات کروی و نیز زمین و ابعاد آن و خورشید و ماه و سیارات موجود است.
التفهیم لاوایل صناعة التنجیم: این کتاب نیز در نجوم و به فارسی نوشته شده است و برای مدت چند قرن متن کتاب درسی برای تعلیم ریاضیات و نجوم بوده است.
الجماهر فی معرفة الجواهر: بیرونی این کتاب را به نام ابوالفتح مودود بن مسعود تألیف کرد و موضوع کتاب معرفی مواد معدنی و مخصوصاً جواهرات مختلف است. ابوریحان در این کتاب فلزات را بررسی کرده و نوشته است. او نظریّات و گفته‌های دانشمندانی مانند ارسطو اسحاق الکندی را دربارهٔ حدود سیصد نوع ماده معدنی ذکر کرده است.
وی در این کتاب به شرح فلزها و جواهرهای قاره‌های آسیا، اروپا و آفریقا می‌پردازد و ویژگی‌های فیزیکی ماند بو، رنگ، نرمی و زبری حدود ۳۰۰ نوع کانی و مواد دیگر را شرح می‌دهد و نظریه‌ها و گفتارهای دانشمندان یونانی و اسلامی را دربارهٔ آن‌ها بیان می‌کند.
الصیدنة فی الطب: این کتاب دربارهٔ داروهای گیاهی و خواص و طرز تهیه آن‌ها نوشته شده است.
آثار الباقیه عن القرون الخالیه (اثرهای مانده از قرن‌های گذشته): ابوریحان در این کتاب مبدأ تاریخ‌ها و گاه‌شماری اقوام مختلف را مورد بحث و بررسی قرار داده است. از جمله این اقوام - ایرانی‌ها - یونانی‌ها - یهودی‌ها - مسیحی‌ها عرب‌های زمان جاهلیت و عرب‌های مسلمان نام برده و دربارهٔ اعیاد هر یک به تفصیل سخن گفته است. این کتاب را می‌توان نوعی تاریخ ادیان دانست.
استیعاب الوجوه الممکنة فی صنعة الاصطرلاب: در باب ارائهٔ روش‌های مختلف ساخت انواع اسطرلاب است.

### ترجمه‌ها
بیرونی بر اثر سفرهای بسیار به هند به زبان‌های هندی و همچنین سانسکریت چیره بود و کتاب‌های مختلفی را از هندی به عربی ترجمه کرد که عبارتند از: سیدهانتا، الموالید الصغیر، کلب‌یاره.

#### قرةالزیجات
این کتاب که از متون علم نجوم شمرده می‌شود و نام آن در سانسکریت «کرنه تلکه» است بیرونی آن را در اوایل قرن پنجم هجری از سانسکریت به عربی ترجمه کرده است.
او همچنین داستان‌هایی را از پارسی به عربی ترجمه کرده است. از جمله این داستان‌ها می‌توان شادبهر (حدیث قسیم السرور)، عین الحیات، داستان اورمزدیار و مهریار و همچنین داستان سرخ‌بت و خنگ‌بت (حدیث صنمی البامیان) را نام برد.

## میراث

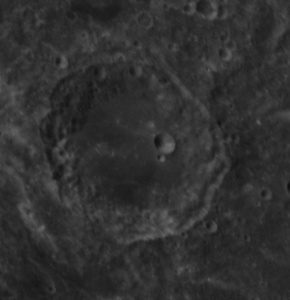
دهانهٔ برخوردیِ بیرونی بر سمت پنهان ماه با دیدِ آپولو ۱۴

فیلمی از زندگی ابوریحان به نام ابوریحان بیرونی در سال ۱۹۷۴ در اتحاد جماهیر شوروی ساخته شده است. دانشگاه البیرونی واقع در شهر کوهستان در ولایت کاپیسای افغانستان، دهانه‌ای در ماه به نام بیرونی و سیارکی به نام ۹۹۳۶ بیرونی به افتخار او نامیده شده‌اند. یکی از جزیره‌های جزایر شتلند جنوبی در جنوبگان نیز بیرونی نام دارد. یکی از پردیس‌های وابسته به دانشگاه تهران واقع در پاکدشت و رصدخانه‌ای در شیراز وابسته به دانشگاه شیراز نیز ابوریحان بیرونی نام دارند. یکی از بزرگ‌ترین تولیدکنندگان داروهای انسانی و دامی در ایران نیز داروسازی ابوریحان نام دارد.
دولت جمهوری اسلامی ایران در ژوئن ۲۰۰۹ به عنوان نشانی از پیشرفت علمی صلح‌آمیز ساختمان-مجسمه‌ای به شکل چهارتاقی که ترکیبی از سبک‌های معماری و تزئینات هخامنشی و اسلامی در آن دیده می‌شود را به دفتر سازمان ملل متحد در وین هدیه داد که در محوطهٔ آن در سمت راست ورودی اصلی قرار داده شده است. در این چهارتاقی مجسمه‌هایی از چهار دانشمند ایرانی خیام، ابوریحان بیرونی، زکریا رازی و ابوعلی سینا قرار دارد.

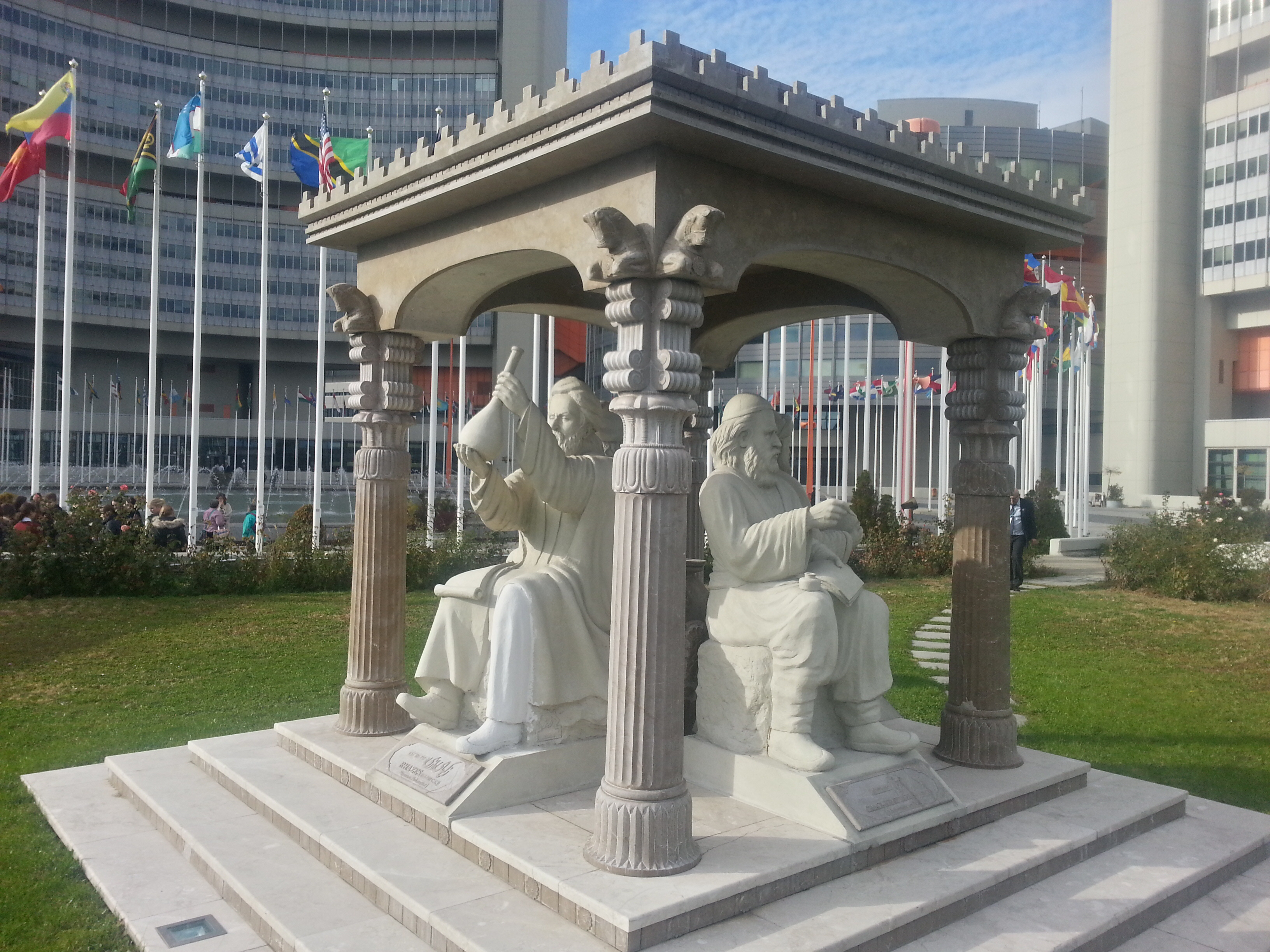
چهارتاقی دانشمندان ایرانی
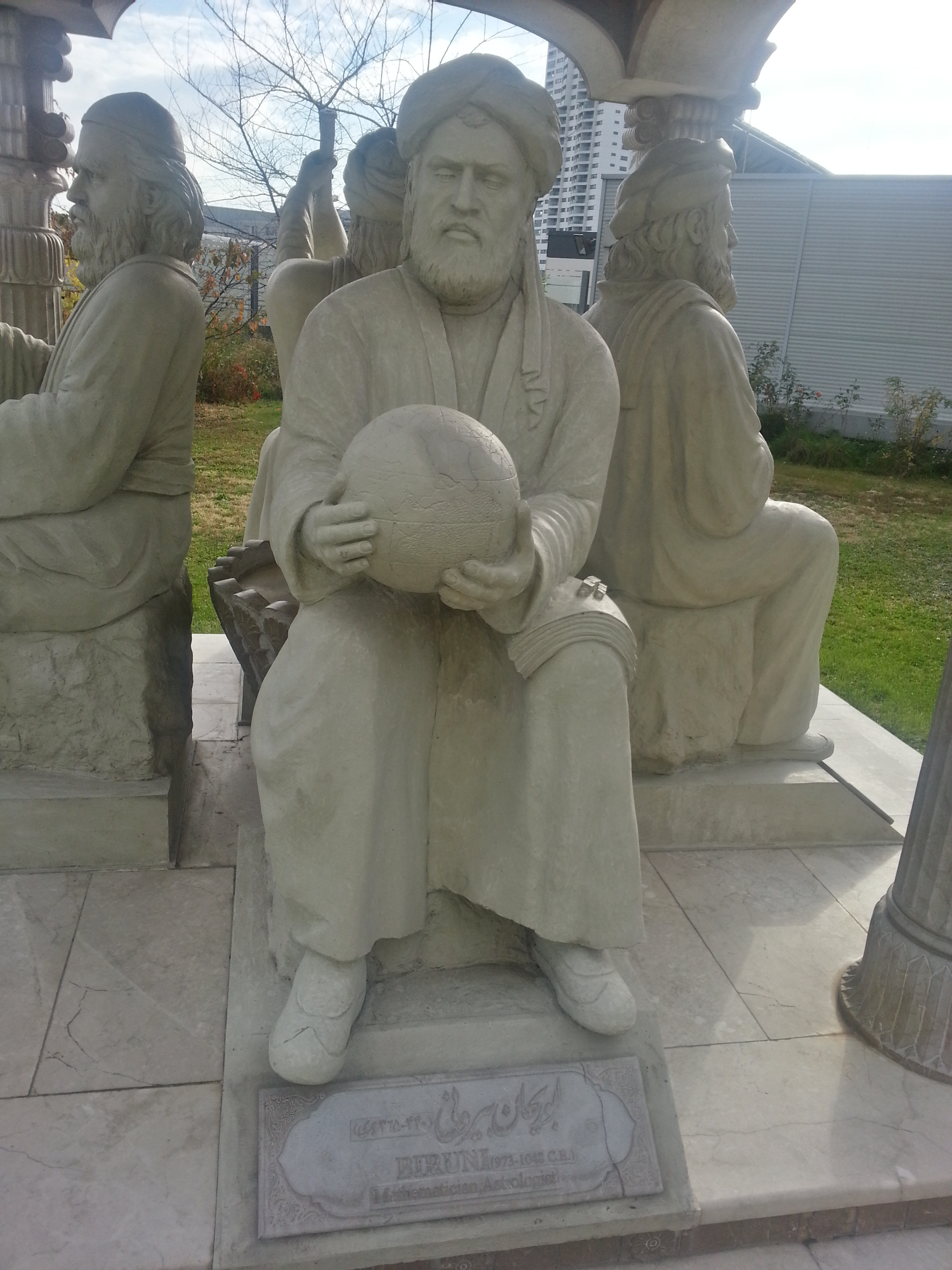
مجسمهٔ ابوریحان بیرونی در دفتر سازمان ملل متحد در وین
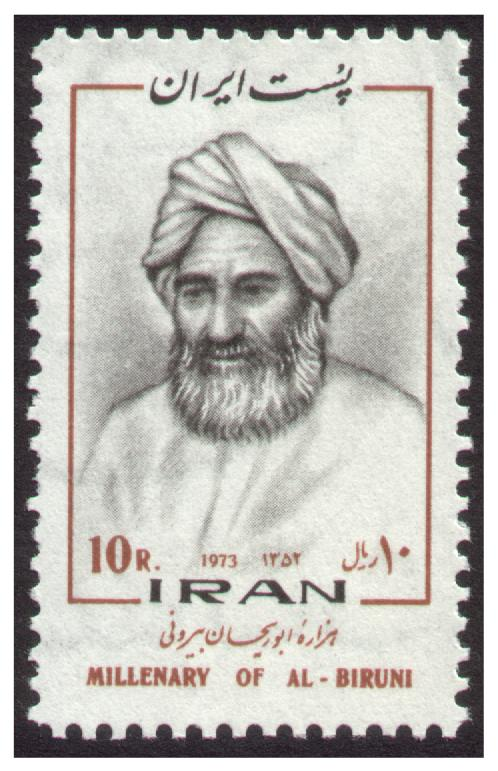
تمبر یادبود بیرونی در هزارمین سال زادروز وی
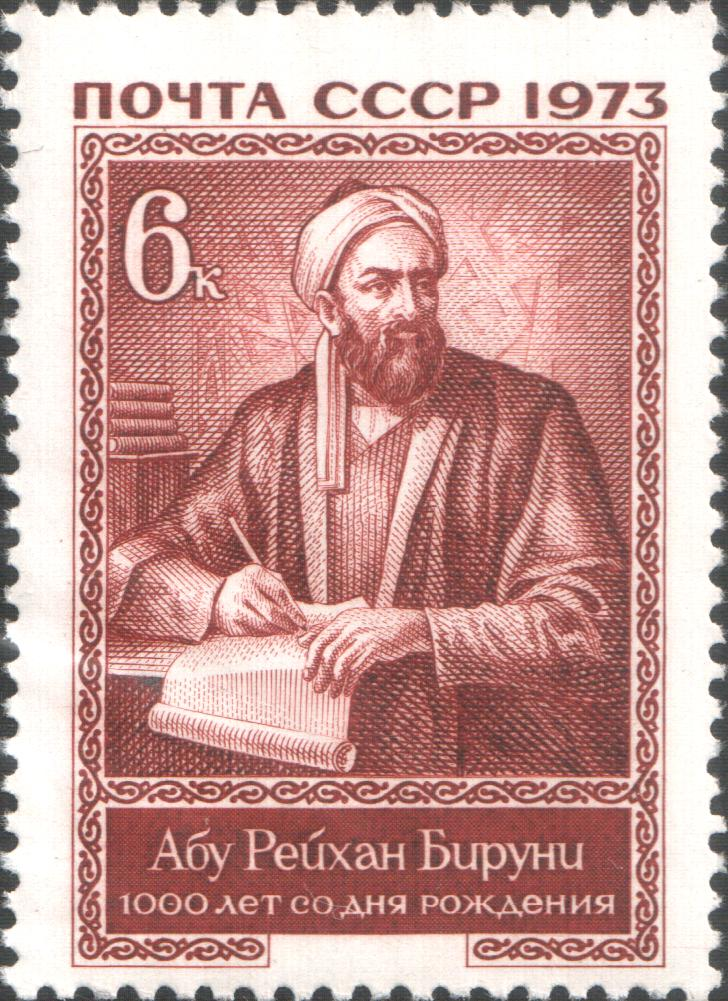
تمبر یادبود بیرونی چاپ شده در شوروی

## اکتشافات، اختراعات و پژوهش‌ها
ابوریحان بیرونی ترازویی برای اندازه‌گیری وزن مخصوص جامدات و نیز تعیین مقدار طلا و نقره در اجسام مرکب اختراع کرد. این ترازوی دقیق برای این اندازه‌گیری‌ها به کار گرفته می‌شد. چگالی‌سنج از دیگر اختراع‌های او می‌باشد.
سایر اختراع‌های او:
- بدست‌آوردنِ سینوس یک‍درجه
- قاعدهٔ تسطیح کُره و ترسیم نقشه‌های جغرافیایی
- چاه آرتزین؛ این کشف را به موسیوزله منسوب کرده‌اند اما در واقع از اکتشافت ابوریحان بوده و سال‌ها پیش در کتاب آثارالباقیه آمده بود.
- حرکت خاصه وسطی خورشید
- خاصیت فیزیک الماس و زمرد
- جزر و مد رودها و نهرها
- چشمه‌های متناوب
- اشکال هندسی گُل‌ها و شکوفه‌ها
- امکان خلأ
- کیفیت و چگونگی ساختن عسل توسط زنبور عسل
- رصد خسوف و کسوف
- مقدار حرکت دوری ثوابت
- تحقیق در تأسیس دولتِ ساسانیان
- اطلاعات دقیق و کشف سلسلهٔ هخامنشیان
- تصاعیف خانه‌های شطرنج
- ساختن کره جغرافیایی
- ساختن آلات و افزارهای رصدی همانند سه میله، شاغول ...
- طرح نظریاتی دربارهٔ وجودِ قاره آمریکا
- جدول ارزش مکانی دهدهی